# Diego Hernández (urugwajski piłkarz)
Diego Manuel Hernández González (ur. 22 czerwca 2000 w Montevideo) – urugwajski piłkarz występujący na pozycji skrzydłowego lub ofensywnego pomocnika, od 2025 roku zawodnik chilijskiego Evertonu Viña del Mar.